# Bilal Akgül

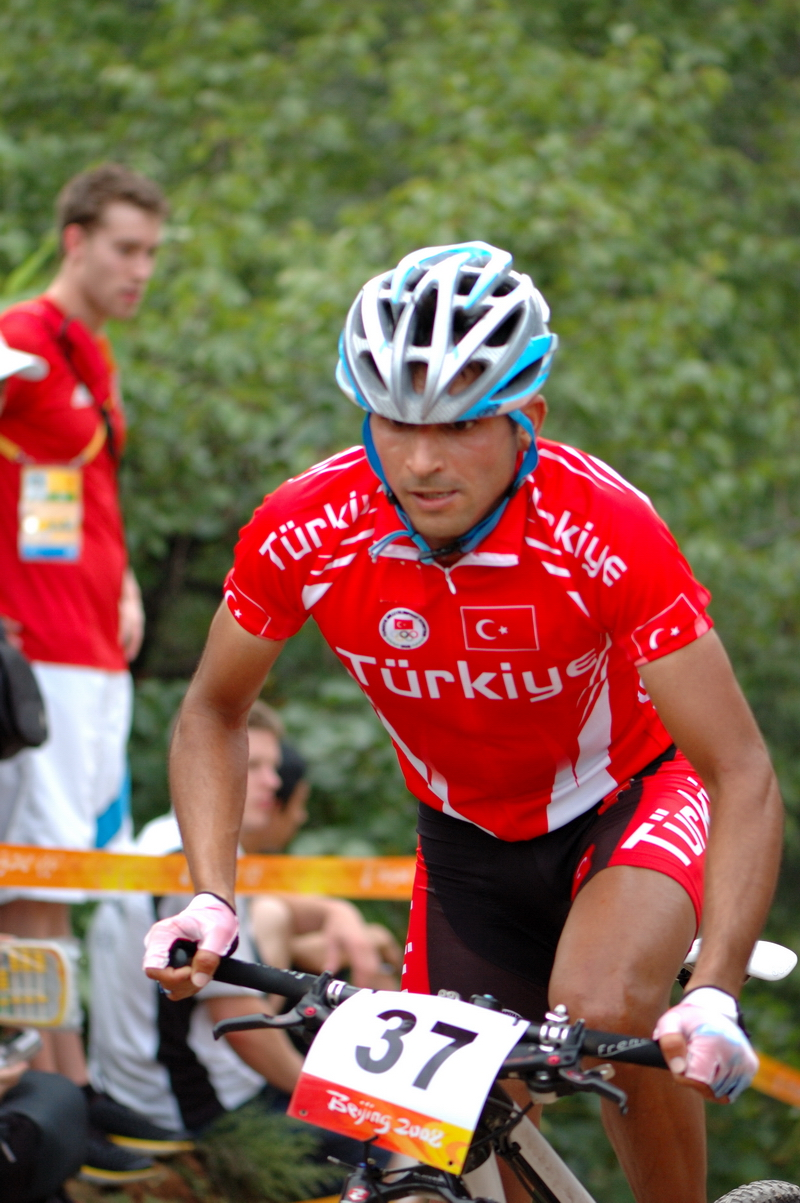
Bilal Akgül

Bilal Akgül (* 13. Oktober 1982 in Adana) ist ein ehemaliger türkischer Mountainbike- und Straßenradrennfahrer.

## Werdegang
Bilal Akgül wurde 2005 in Ankara türkischer Mountainbikemeister im Cross Country. Im nächsten Jahr gewann er in Çanakkale den nationalen Meistertitel im Mountainbike-Marathon und auf der Straße gewann er das Straßenrennen. In der Saison 2007 gewann er auf dem Mountainbike die türkischen Meistertitel im Cross Country und im Marathon. Bei den Olympischen Sommerspielen 2008 in Peking nahm er am Cross Country-Wettbewerb teil, welchen er jedoch nicht beenden konnte.
Seit 2014 nahm Akgül nicht mehr an internationalen Straßenrennen des UCI-Kalenders teil, seit 2017 wird er nicht mehr in den MTB-Ranglisten geführt.

## Erfolge

### Mountainbike
2005
- Türkischer Meister – Cross Country XCO

2006
- Türkischer Meister – Marathon XCM

2007
- Türkischer Meister – Cross Country XCO
- Türkischer Meister – Marathon XCM

2009
- Türkischer Meister – Cross Country XCO

2012
- Türkischer Meister – Cross Country XCO

### Straße
2006
- Türkischer Meister – Straßenrennen